# Smiliceroides
Smiliceroides là một chi bọ cánh cứng trong họ 
Elateridae.
Chi này được miêu tả khoa học năm 1906 bởi Schwarz.

## Các loài
Chi này có các loài:
- Smiliceroides quadrilineatus (Schwarz, 1900)